# Miose
Miose is de vernauwing van de pupil in het oog door samentrekking van de musculus sphincter pupillae. Miose is het tegengestelde van mydriase.

## Fysiologische miose
Miose treedt bij gezonde mensen op:
- als er licht in het oog schijnt (pupilreflex)
- bij het accommoderen.

## Pathologische miose
- Pathologische miose wordt veroorzaakt door een overmatige parasympathische stimulatie en/of een verlaagde orthosympathische stimulatie van het oog. De parasympathische zenuwvezels bereiken het oog via de nervus oculomotorius, de derde hersenzenuw. De orthosympathische innervatie loopt van de hypothalamus door de hersenstam naar de cervicothoracale overgang. Vandaar loopt de sympathicus buiten het centraal zenuwstelsel via het bovenste deel van de longen naar de orbita via de arteria carotis.
- Een pathologische unilaterale miose is het beste waar te nemen in een omgeving met weinig licht, omdat de niet-aangedane pupil dan wijd open gaat. Bij veel omgevingslicht is anisocorie vaak niet zichtbaar doordat beide pupillen sterk vernauwen.
- Bepaalde groepen geneesmiddelen (muscarine-agonisten (pilocarpine) en opiaten (morfine)) veroorzaken abnormale bilaterale miose.
- Unilaterale miose is een onvermijdelijk kenmerk van het syndroom van Horner.